# Poletne olimpijske igre 1964
Poletne olimpijske igre 1964 (uradno XVIII. olimpijada moderne dobe) so bile poletne olimpijske igre, ki so potekale leta 1964 v Tokiu na Japonskem. Druge gostiteljske kandidatke so bile: Detroit, ZDA; Dunaj, Avstrija in Bruselj, Belgija.